# Roeselare
Roeselare (fr. Roulers, vls. Roeseloare) – miasto w zachodniej Belgii, w Regionie Flamandzkim, w prowincji Flandria Zachodnia, siedziba administracyjna okręgu Roeselare. Ludność: 66 262 (1 stycznia 2024), powierzchnia: 60,40 km².  

## Toponimia
Słowo Roeselare wywodzi się z gotyckiego raus (pl. trzcina). Na początku swojego istnienia Roeselare było leśną osadą otoczoną podmokłymi, bagiennymi terenami. Roes + laar = podmokła, porośnięta trzciną polana leśna.

## Historia

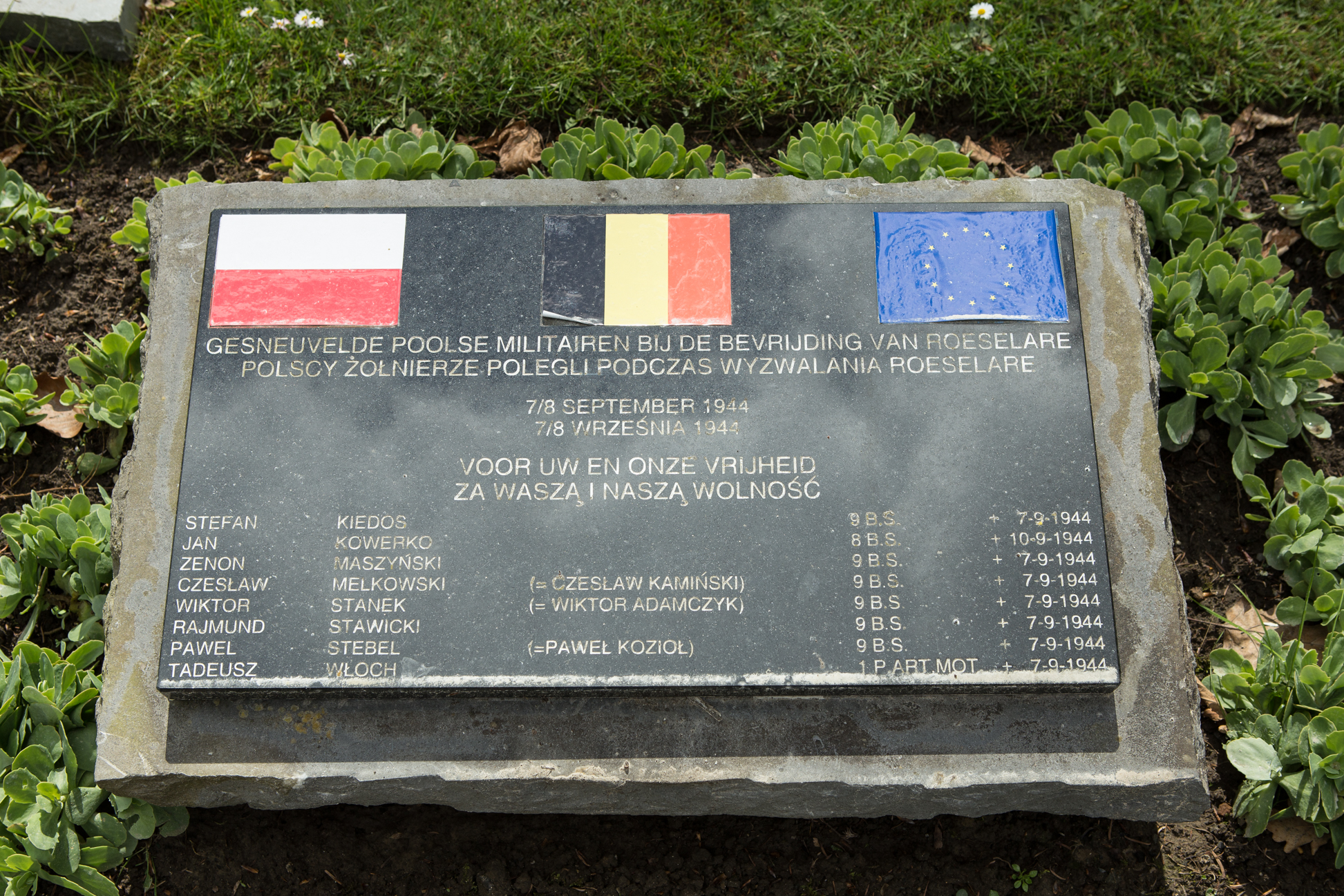
Pomnik upamiętniający żołnierzy 1 Dywizji Pancernej poległych w czasie wyzwalania miasta w 1944

Pierwsza wzmianka o Roeselare pochodzi z roku 882. Prawa miejskie od 1250. Od 1676 we Francji, 1815–1830 – Królestwo Zjednoczonych Niderlandów, od 1830 – Belgia. W 1875 miał miejsce bunt miejscowych studentów przeciwko używaniu języka francuskiego jako wykładowego. Podczas II wojny światowej pod okupacją niemiecką od 1940 do wyzwolenia przez żołnierzy 1 Dywizji Pancernej Polskich Sił Zbrojnych pod dowództwem generała Stanisława Maczka we wrześniu 1944 roku.
W 2024 otwarto Memoriał gen. Stanisława Maczka w niemieckim bunkrze z II wojny światowej.

## Podział administracyjny
W skład miasta wchodzą trzy dzielnice (deelgemeente):
- Beveren
- Oekene
- Rumbeke

## Sport
W mieście ma siedzibę jeden z najbardziej utytułowanych belgijskich klubów siatkarskich Knack Roeselare, wielokrotny mistrz Belgii.

## Osoby

### urodzone w Roeselare
- Virginie De Carne, belgijska siatkarka
- Guido Gezelle, poeta
- Albrecht Rodenbach, poeta
- Hugo Verriest, duchowny

## Współpraca
Miejscowości partnerskie:
- Dogbo-Tota, Benin
- Trulben, Niemcy

## Transport
Znajduje się tutaj stacja kolejowa Roeselare.